# Deuteri

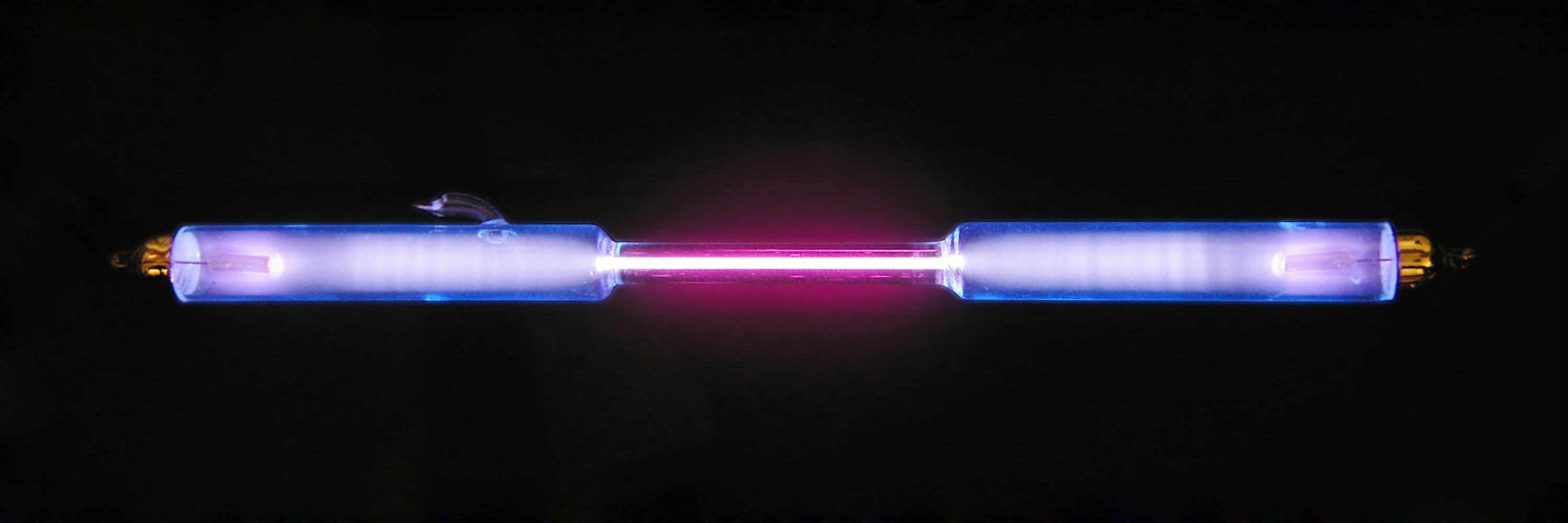
Tub de descàrrega de deuteri

El deuteri, D o ²H és un dels isòtops estables de l'hidrogen. A diferència de la resta d'elements químics, els isòtops de l'hidrogen s'anomenen d'una manera específica: així, depenent de la composició del nucli atòmic, es parla de:
- proti (H), fent referència a l'isòtop més comú, compost per un sol protó al nucli.;
- de deuteri, isòtop que conté un protó i un neutró;
- o de triti, que té un protó i dos neutrons (un neutró més que el deuteri).

Té una massa d'uns dos dalton.

## Aplicacions
- El deuteri és utilitzat en reaccions nuclears com a moderador per reduir l'energia dels neutrons. Els compostos de deuteri, s'utilitzen en química i biologia per estudiar els efectes dels isòtops en les reaccions i com a marcador químic.
- S'utilitza deuteri per a fabricar aigua pesant, aigua on un dels seus àtoms d'hidrogen és substituït per un isòtop de deuteri (HDO) o els dos (D₂O).